# Place Wolnica
La Place Wolnica est une place du centre de Cracovie située dans le quartier de Kazimierz.

## Histoire
Cette place fait partie de la place du marché originale de la ville de Kazimierz, créée en 1335 lors de la création de la ville. Elle était autrefois aussi grande que la place du marché de Cracovie et avait des fonctions similaires - le commerce y avait lieu et il y avait aussi une mairie, où avaient leur siège les plus hautes autorités administratives et judiciaires de la ville de Kazimierz.
D'autres bâtiments publics se trouvaient également ici : des stalles, un poids public... Le nom actuel Plac Wolnica vient du latin Forum liberum (loi du libre-échange de la viande hors des étals) et existe sous cette forme depuis la fin du XVIIIe siècle, lorsque Kazimierz obtint le privilège du libre-échange.

## Description
Du XVIIIe siècle, seul l'hôtel de ville a survécu, où se trouvent depuis la fin de la Seconde Guerre mondiale le musée ethnographique et sa collection d'art populaire.
La place du marché de l'ancien Kazimierz a toujours été entourée de maisons bourgeoises, construites sur des parcelles délimitées lors de la fondation de la ville. Les immeubles d'habitation d'aujourd'hui datent du XIXe siècle, généralement au rez-de-chaussée se trouvent des magasins, des galeries, des restaurants et des hôtels.
En 1996, une plaque commémorant « L'arrivée des Juifs en Pologne au Moyen Âge », réalisée en 1907 par Henryk Herschel Hochman, a été érigée dans le mur du bâtiment du musée. L'ancienne plaque a été détruite par les Allemands pendant la Seconde Guerre mondiale. La plaque précédente, financée au début du XXe siècle par la communauté juive de Cracovie, représentait « L'accueil des juifs en Pologne par Casimir le Grand ».
Il y a aussi une fontaine ici - la sculpture Trois musiciens, une œuvre de Bronisław Chromy de 1970.
L'apparence actuelle de la Place Wolnica est principalement due au nettoyage effectué ici dans les années 1930 et 40 à Kazimierz, lorsque les échoppes ont disparu.

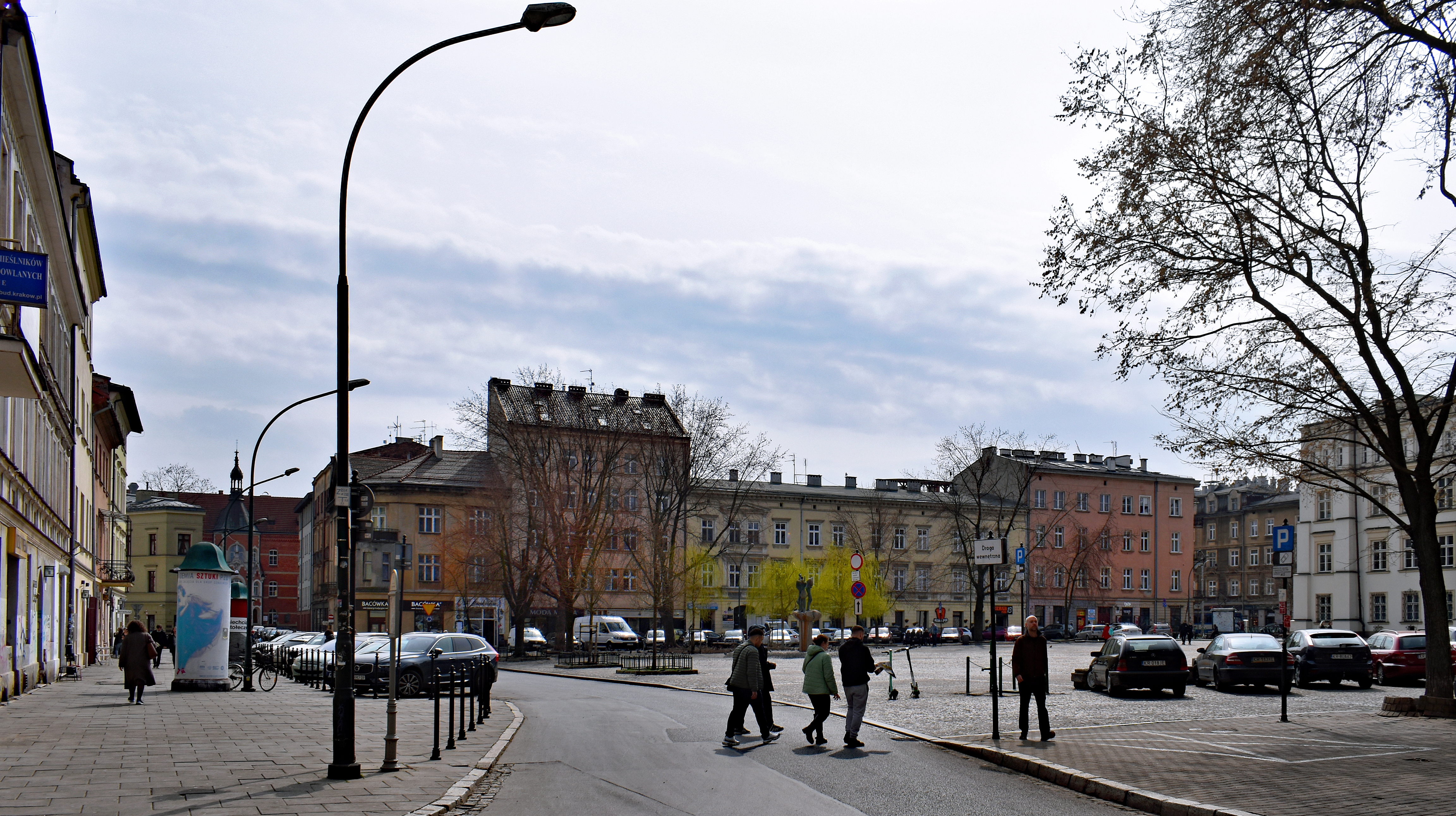
Vue du nord
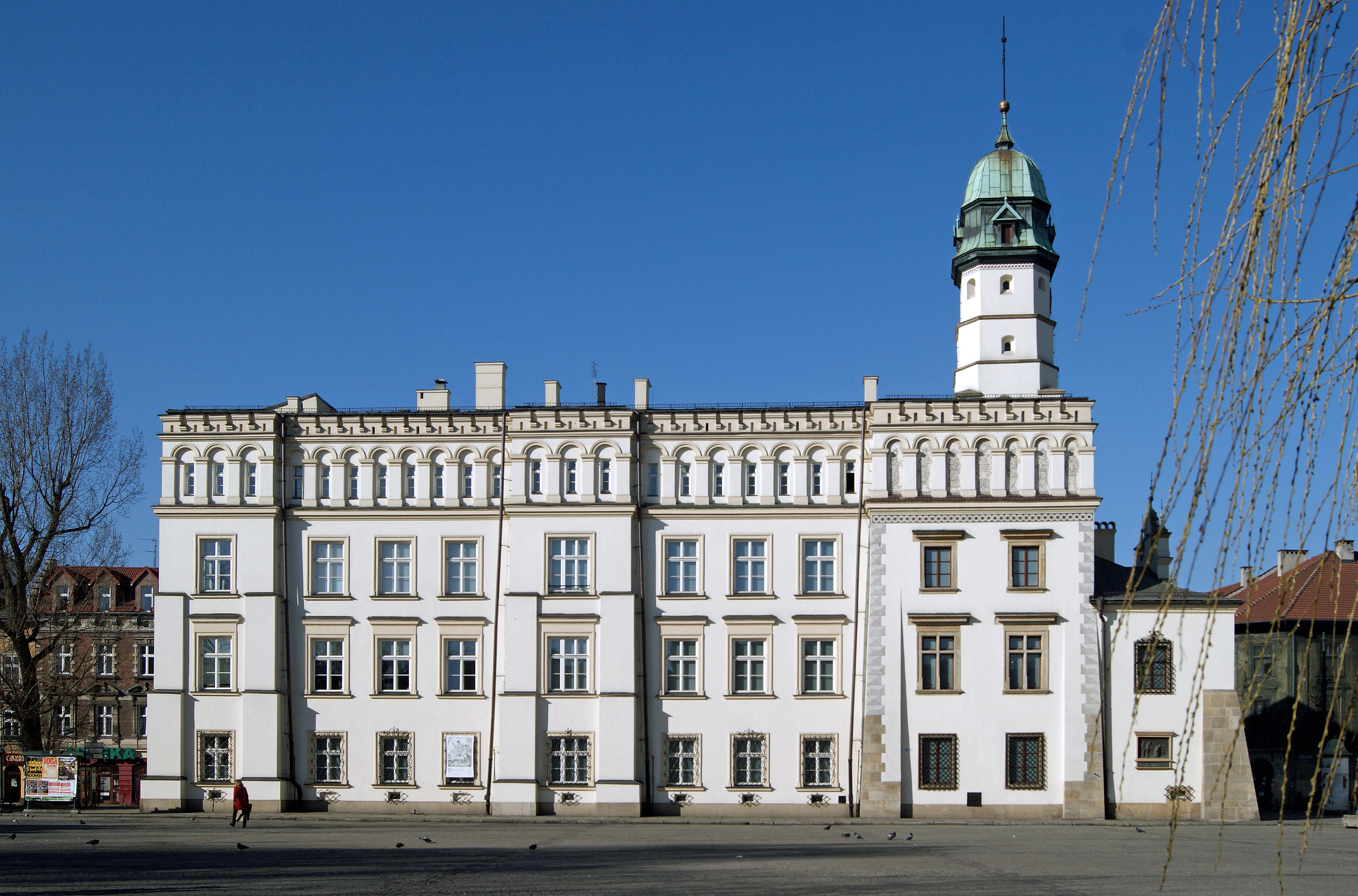
L’ancien hôtel de ville de Kazimierz.
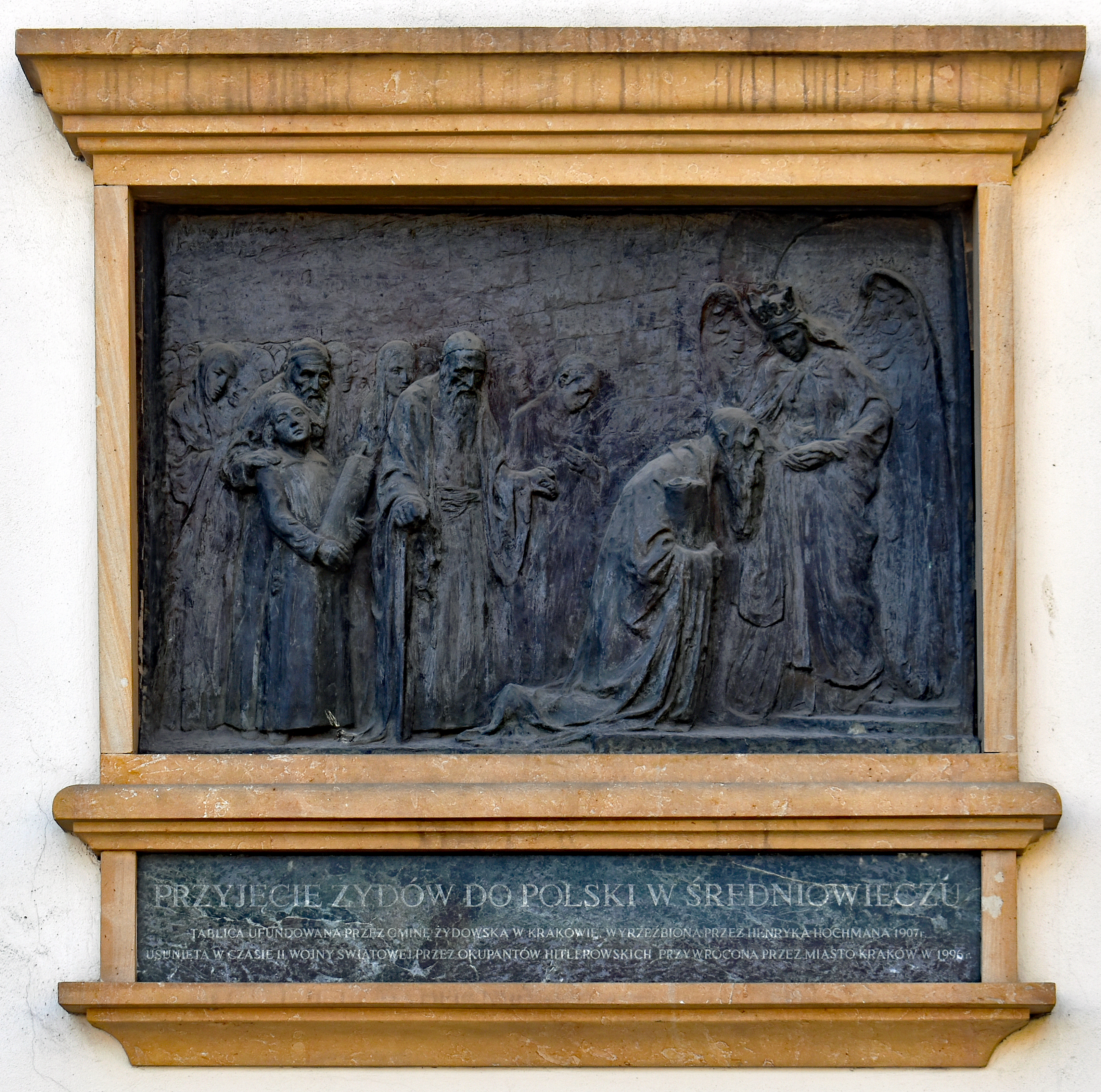
L’admission des Juifs en Pologne au Moyen Âge : plaque commémorative sur l’hôtel de ville.
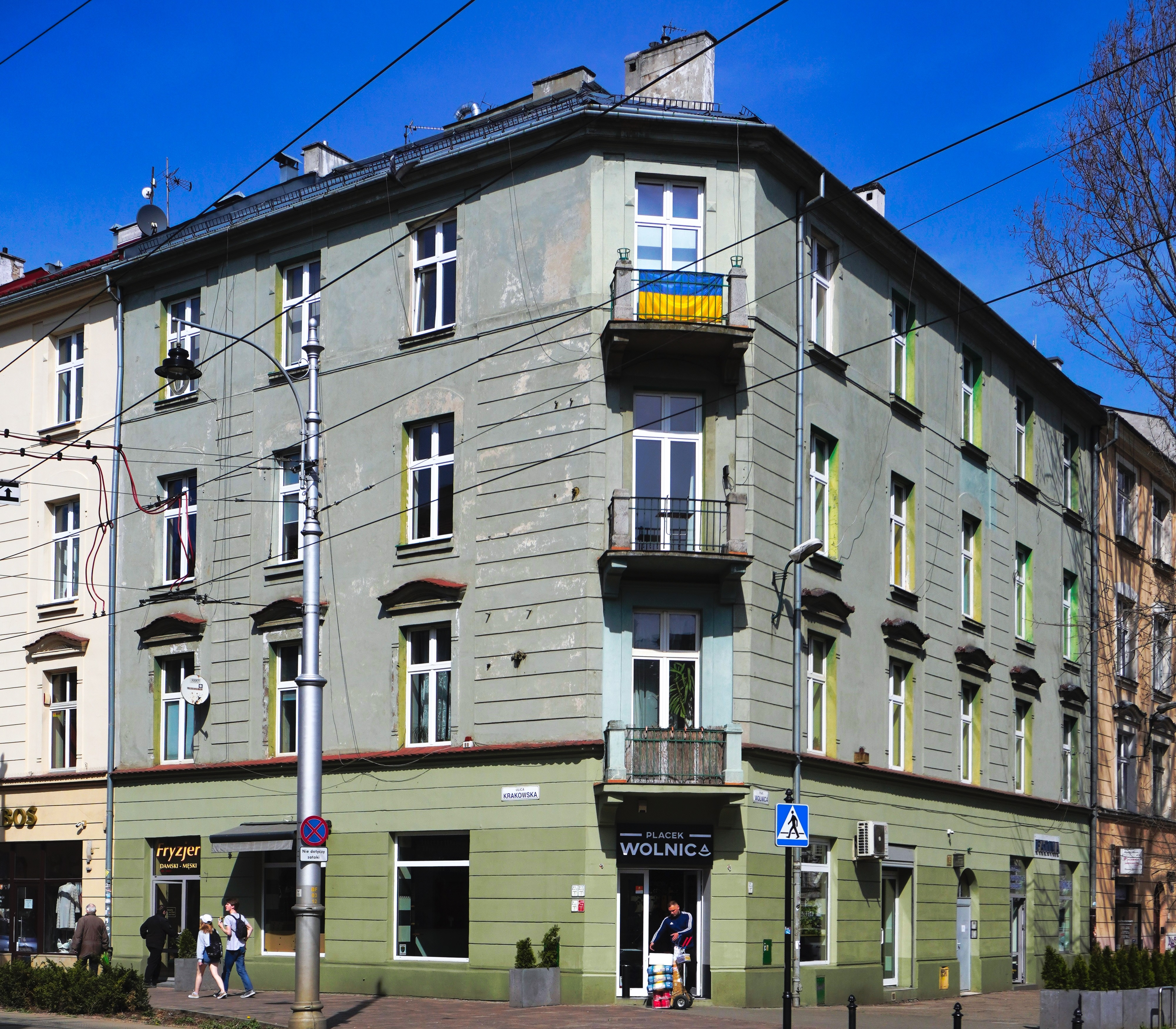
Maison d'habitation de 1912
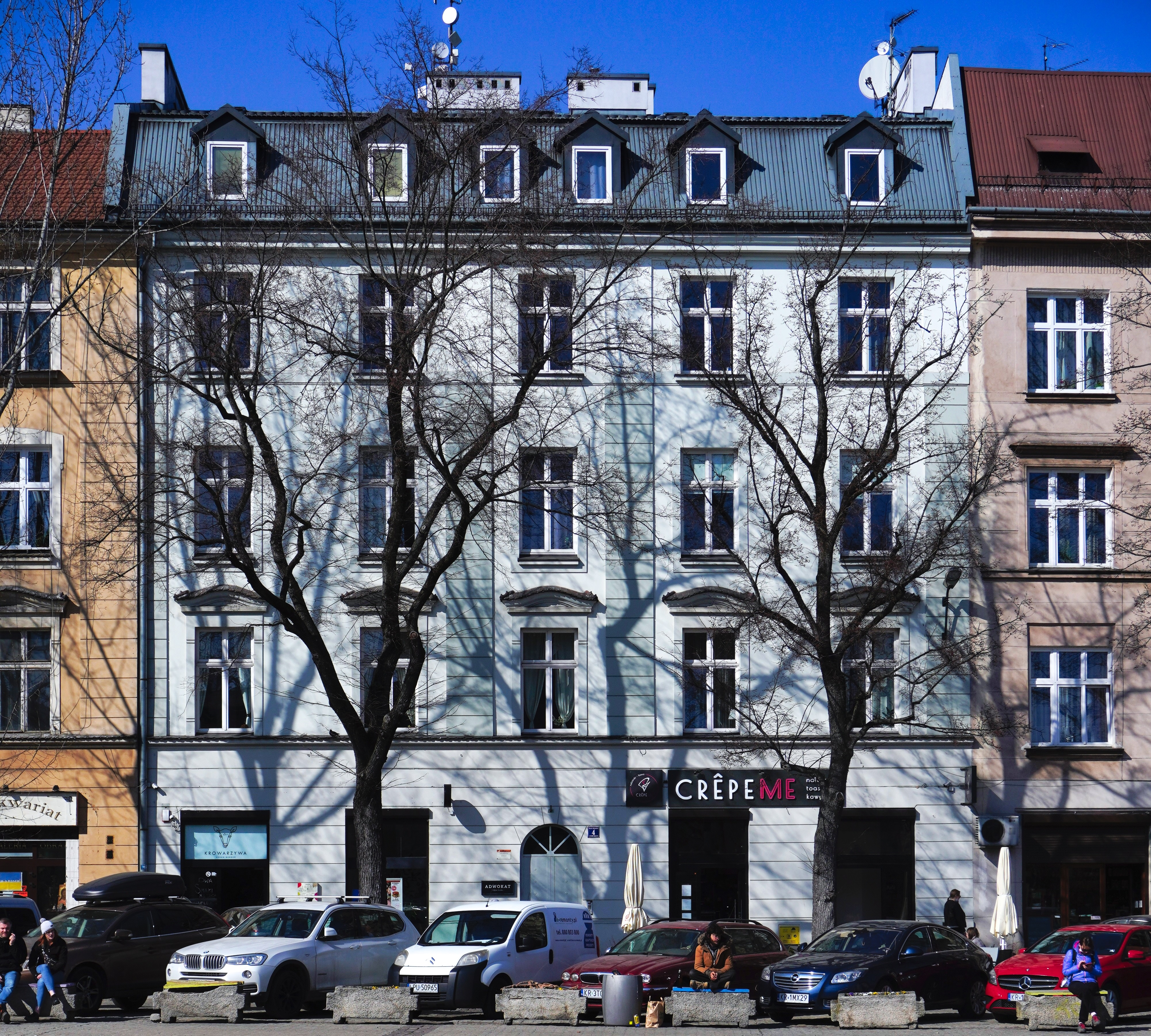
Maison
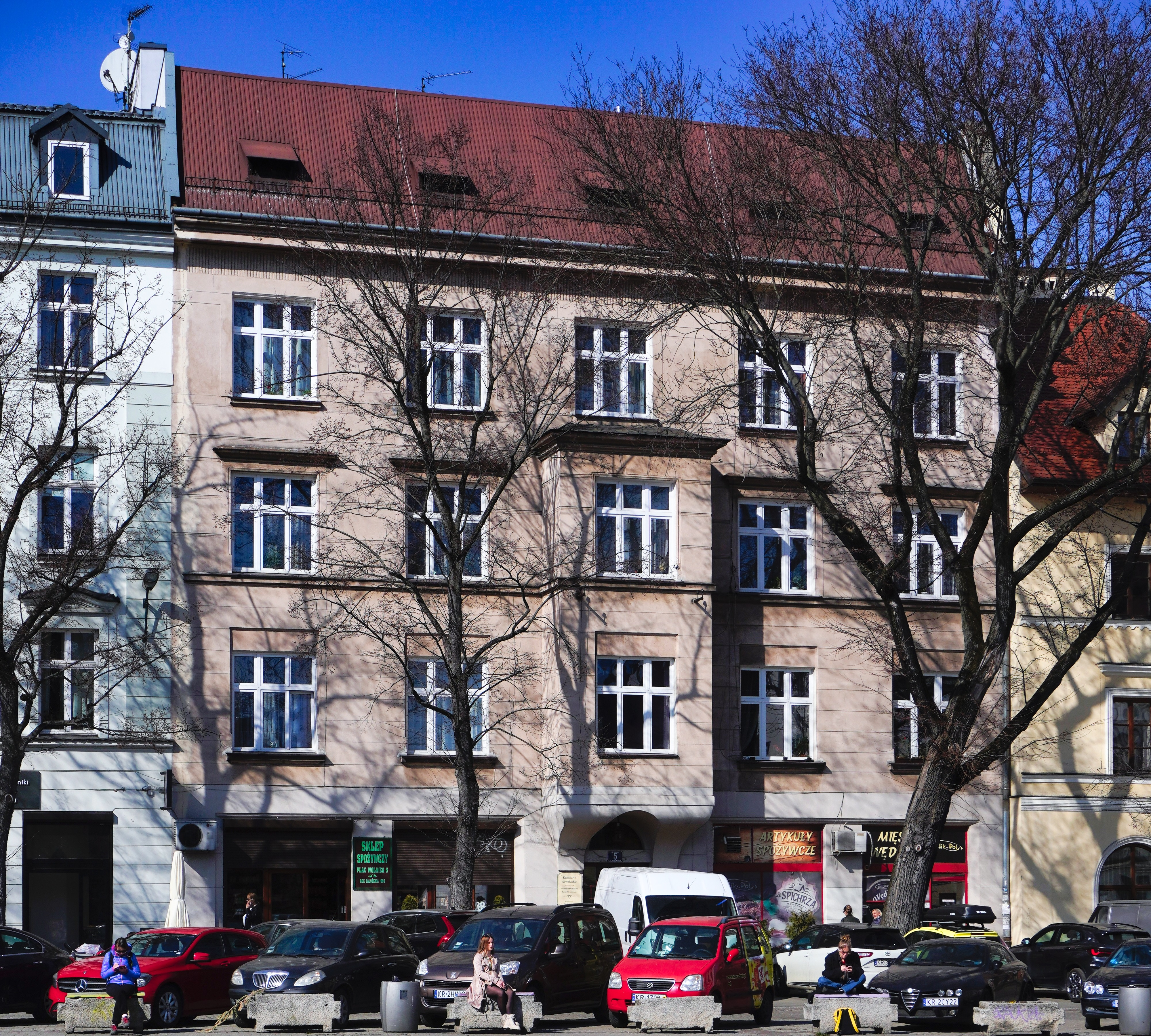
Maison
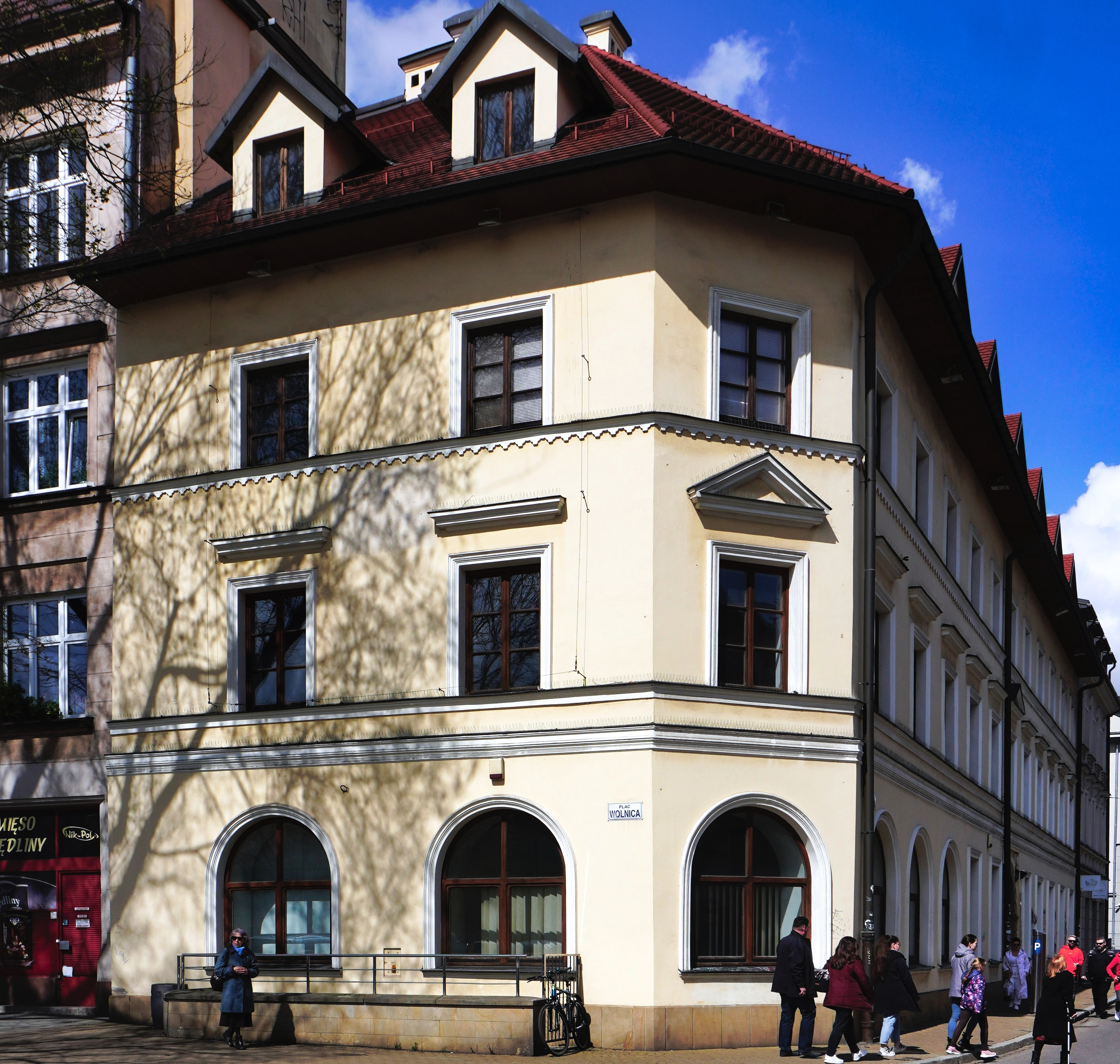
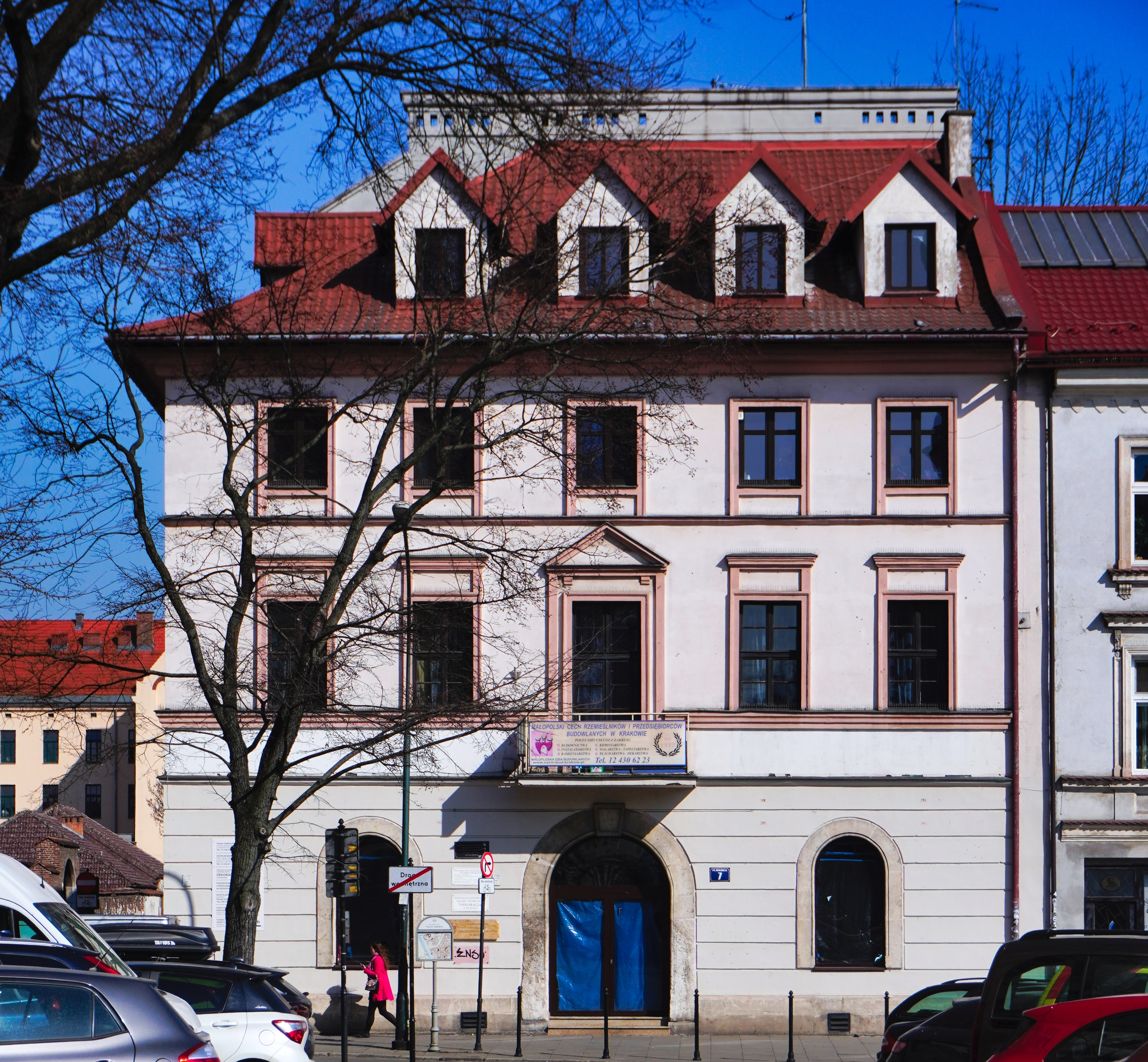
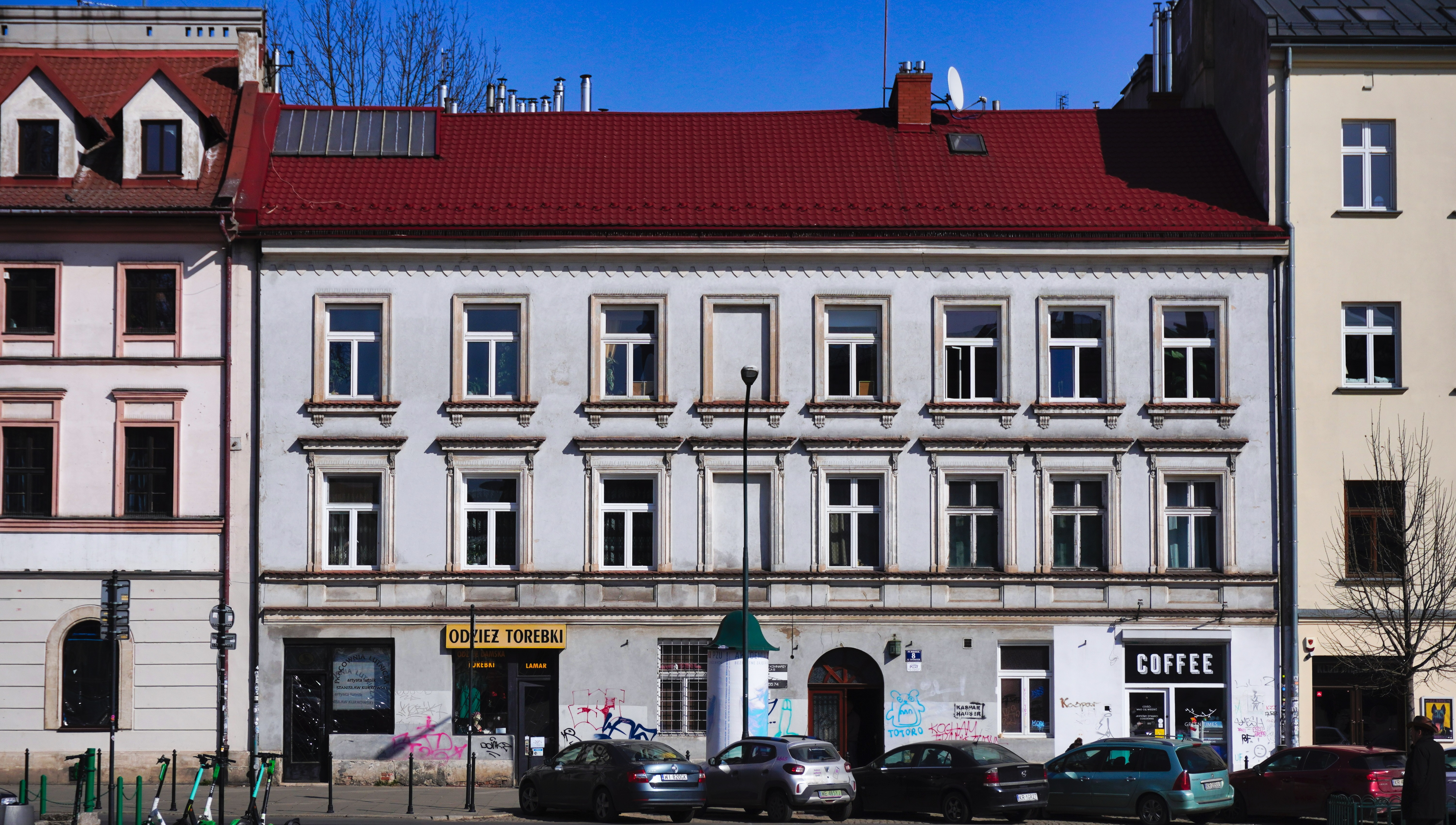
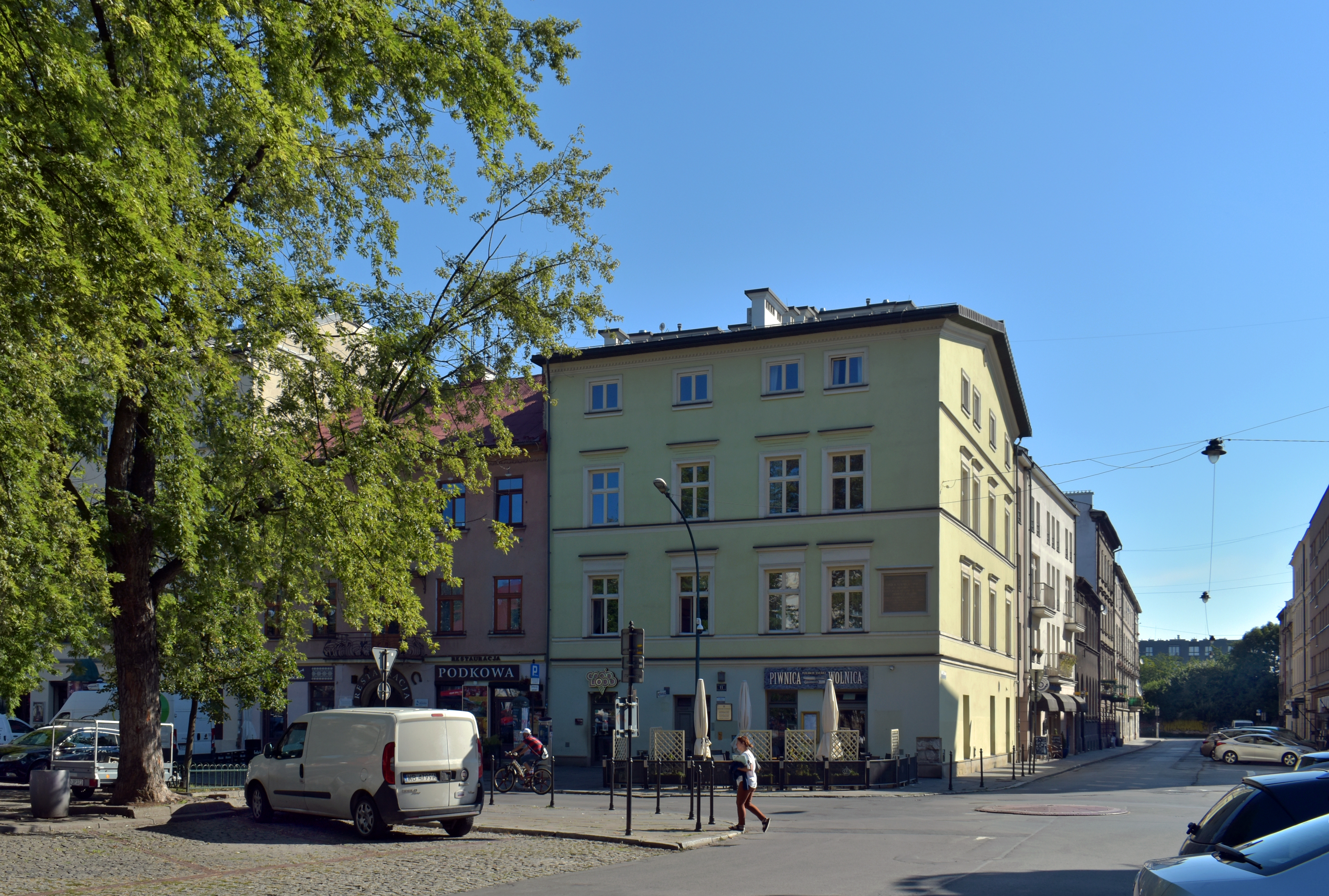
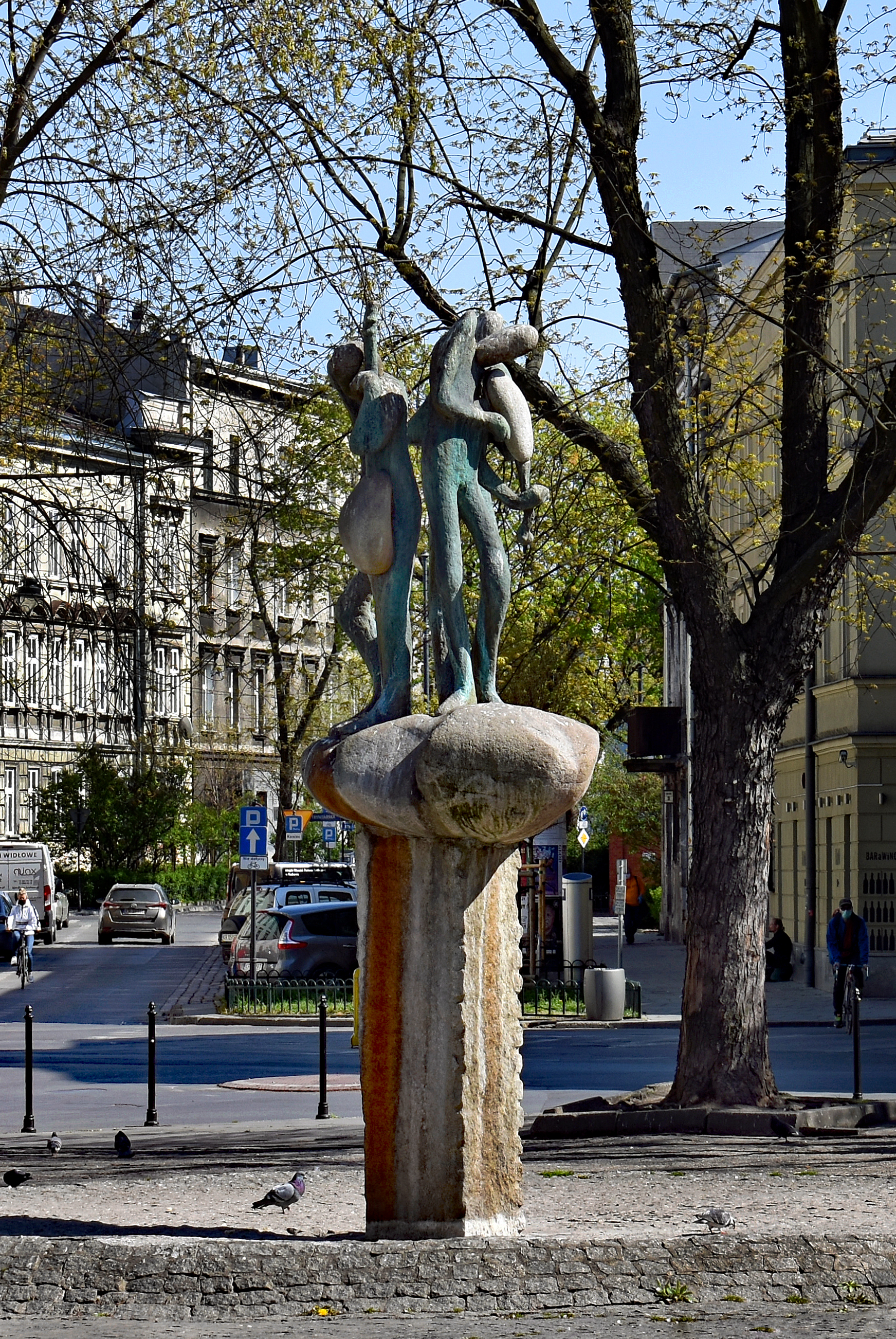
Les trois musiciens : Sculpture de fontaine conçue par Bronisław Chromy.